# Kanton Gaillard
Der Kanton Gaillard ist eine französische Verwaltungseinheit im Département Haute-Savoie in der Region Auvergne-Rhône-Alpes. Er umfasst zehn Gemeinden im Arrondissement Saint-Julien-en-Genevois. Durch die landesweite Neuordnung der französischen Kantone wurde er 2015 neu geschaffen mit Gaillard als Hauptort (frz.: bureau centralisateur).

## Gemeinden
Der Kanton besteht aus zehn Gemeinden mit insgesamt 43.765 Einwohnern (Stand: 2022) auf einer Gesamtfläche von 73,42 km²:
| Gemeinde               | Einwohner 1. Januar 2022 | Fläche km² | Dichte Einw./km² | Code INSEE | Postleitzahl |
| ---------------------- | ------------------------ | ---------- | ---------------- | ---------- | ------------ |
| Arthaz-Pont-Notre-Dame | 1.670                    | 5,96       | 280              | 74021      | 74380        |
| Bonne                  | 3.268                    | 8,58       | 381              | 74040      | 74380        |
| Cranves-Sales          | 7.476                    | 13,61      | 549              | 74094      | 74380        |
| Étrembières            | 2.624                    | 5,43       | 483              | 74118      | 74100        |
| Gaillard               | 11.054                   | 4,02       | 2.750            | 74133      | 74240        |
| Juvigny                | 634                      | 2,71       | 234              | 74145      | 74100        |
| Lucinges               | 1.709                    | 7,69       | 222              | 74153      | 74380        |
| Machilly               | 1.139                    | 5,76       | 198              | 74158      | 74140        |
| Saint-Cergues          | 3.779                    | 12,55      | 301              | 74229      | 74140        |
| Vétraz-Monthoux        | 10.412                   | 7,11       | 1.464            | 74298      | 74100        |
| Kanton Gaillard        | 43.765                   | 73,42      | 596              | 7409       | –            |

## Politik
| Vertreter im Departementrat | Vertreter im Departementrat               | Vertreter im Departementrat |
| Amtszeit                    | Namen                                     | Partei                      |
| --------------------------- | ----------------------------------------- | --------------------------- |
| 2015–                       | Bernard Boccard Marie-Claire Teppe-Roguet | UMP                         |